# Abdelhalim Sayah
Abdelhalim Sayah (en arabe : عبد الحليم سايح‎) , né le 23 août 1975 à Alger, est un joueur de basket-ball international algérien. 

## Biographie
né le 23 août 1975 à Alger,, Abdelhalim Sayah participe avec l'Algérie au Championnat du monde 2002 et quatre éditions des Championnats d'Afrique en 1999 , 2001, 2003, 2005.